# Psychotria lebrunii
Psychotria lebrunii är en måreväxtart som beskrevs av Martin Roy Cheek. Psychotria lebrunii ingår i släktet Psychotria och familjen måreväxter. Inga underarter finns listade i Catalogue of Life.